# Aardbeving Myanmar 2025
De aardbeving in Myanmar op 28 maart 2025 om 12.50 uur (lokale tijd) was een aardbeving met een kracht van 7,7 op de schaal van Richter.
De aardbeving kostte in Myanmar het leven aan 5.350 mensen en in Thailand aan 48 mensen. Er raakten 7.860 mensen gewond en honderden anderen worden vermist. De autoriteiten in zowel Myanmar als Thailand hebben de noodtoestand uitgeroepen. De aardbeving vond tijdens het vrijdaggebed en instortende moskeeën veroorzaakten de dood van honderden moslims. Daarnaast werden veel kloosters en pagodes door de aardbeving verwoest. De aanhoudende burgeroorlog in Myanmar bemoeilijkte de rampenhulp.
Het epicentrum lag in de regio Sagaing bij de steden Sagaing en Mandalay. De beving werd in Bangladesh, India, China en Thailand gevoeld. In de Thaise hoofdstad Bangkok, op bijna duizend kilometer afstand, stortte een flat in aanbouw in. Door de ondiepe geologie is de stad kwetsbaarder voor seismische golven van veraf. Het gebouw was al voor 30% voltooid toen het de hoogste punt had bereikt en er op het moment van de instorting nog leidingen en een glazen wand werden geïnstalleerd.
De beving was langs de Saigangbreuk, die dwars door Mandalay loopt, de tweede stad van het land. De Dokhtawaddy-brug in de snelweg Yangon-Mandalay bij Inwa, die over de rivier de Myitnge ligt, stortte ook in. 
Er was 12 minuten later ook een zware naschok met een kracht van 6,7 op de schaal van Richter.

## Zie ook

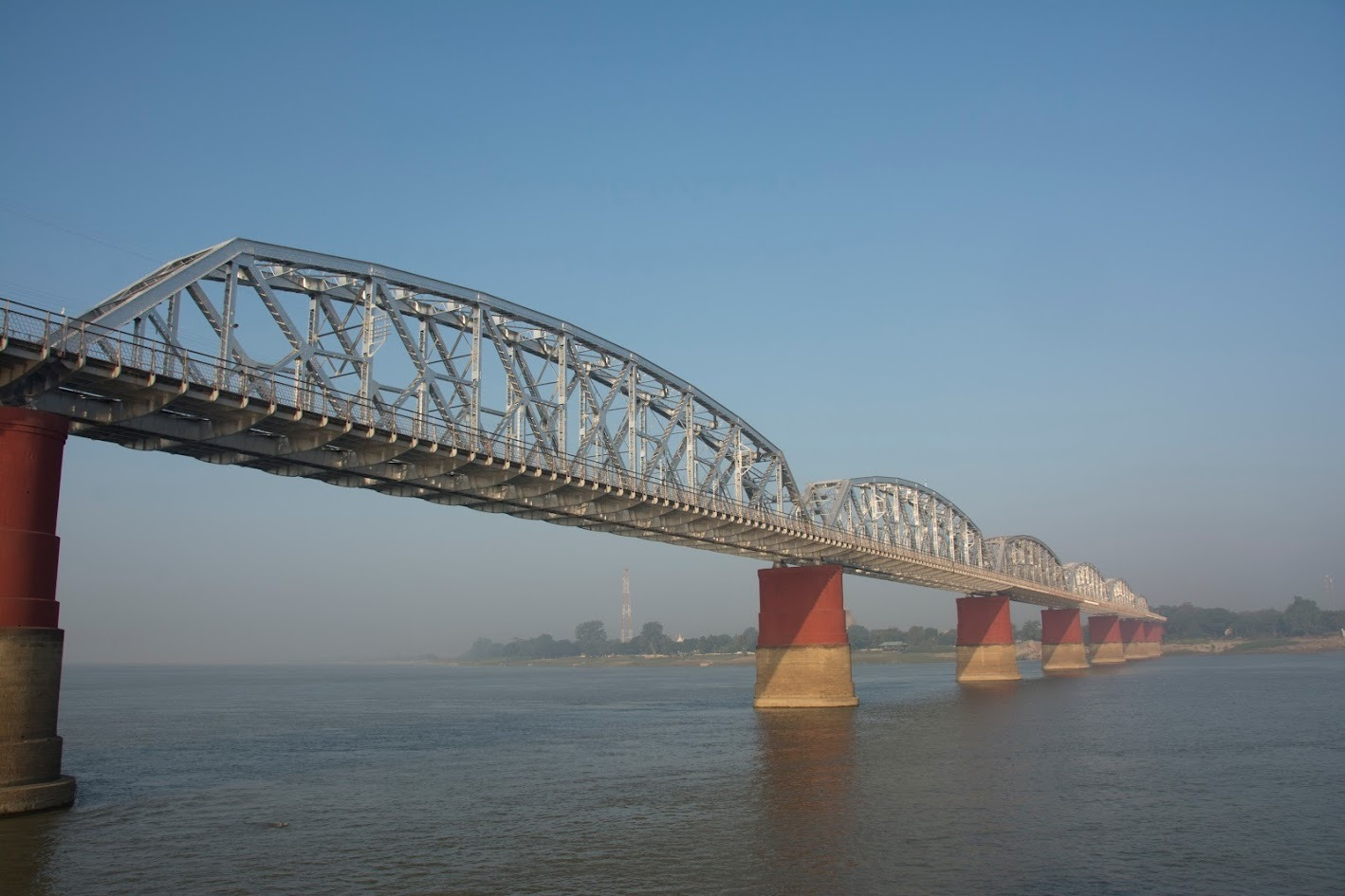
De Ava-brug die deels is ingestort, hier op archiefopname uit december 2015

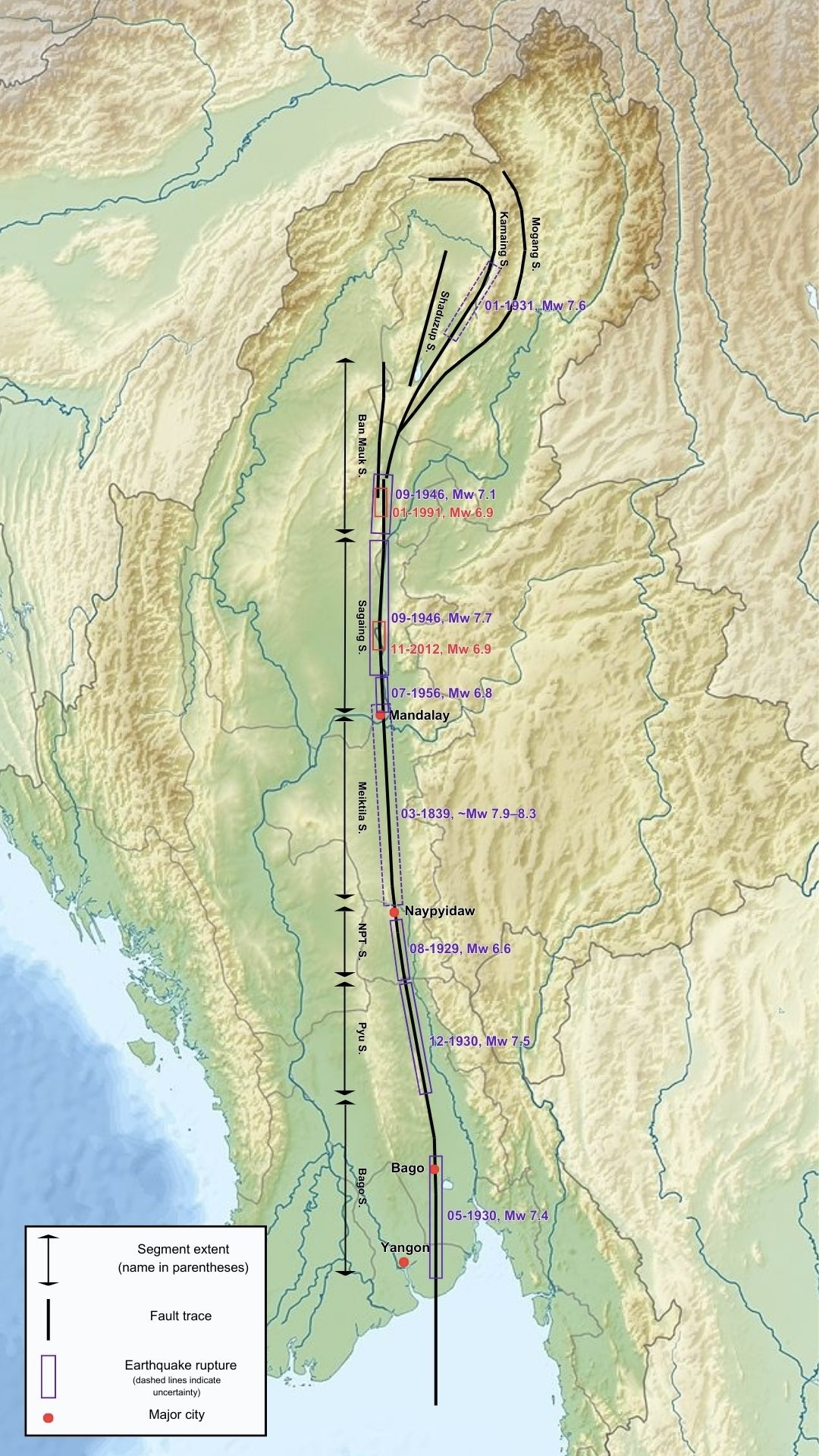
de Saigangbreuk

Instorten van het State Audit Office in Bangkok